# Oreophoetes peruana
Oreophoetes peruana is een insect uit de orde Phasmatodea en de familie Diapheromeridae. Ze worden aangeduid met PSG: 84.
Deze dagactieve wandelende takkensoort komt voor in Zuid-Amerika, met name in Ecuador en Peru. Ze eten enkel varens en zijn rood of geel van kleur.
Ze zijn volwassen op een leeftijd van vijf maanden. De voortplanting gebeurt uitsluitend geslachtelijk. Vrouwtjes katapulteren per dag ongeveer 3 eitjes weg, welke na drie tot vier maanden uitkomen.

## Verdediging
Zoals vaker voorkomt bij dieren met een felrode kleur, is deze soort giftig. Bij bedreiging scheiden ze een witte, irriterende vloeistof uit welke chinoline (een kankerverwekkende stof) bevat.

## Galerij

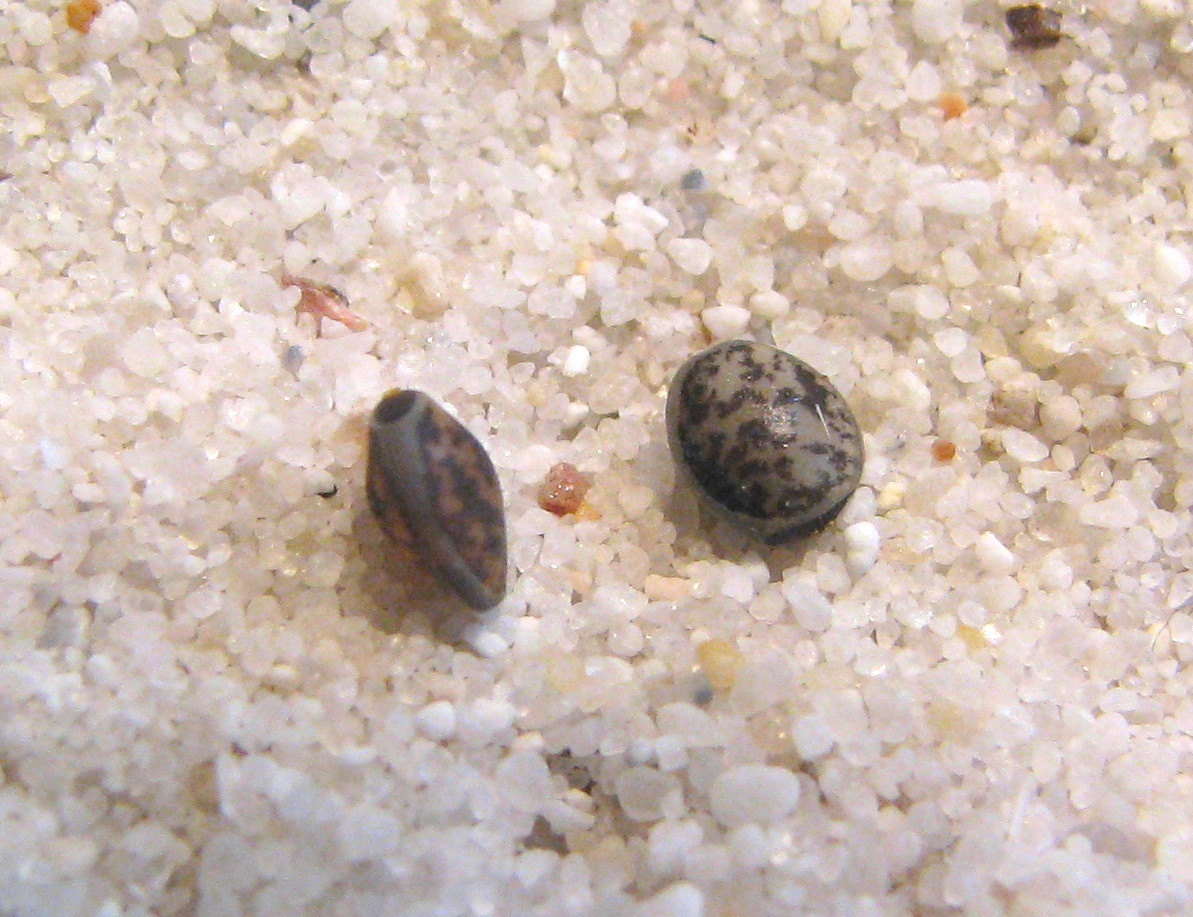
Eitjes
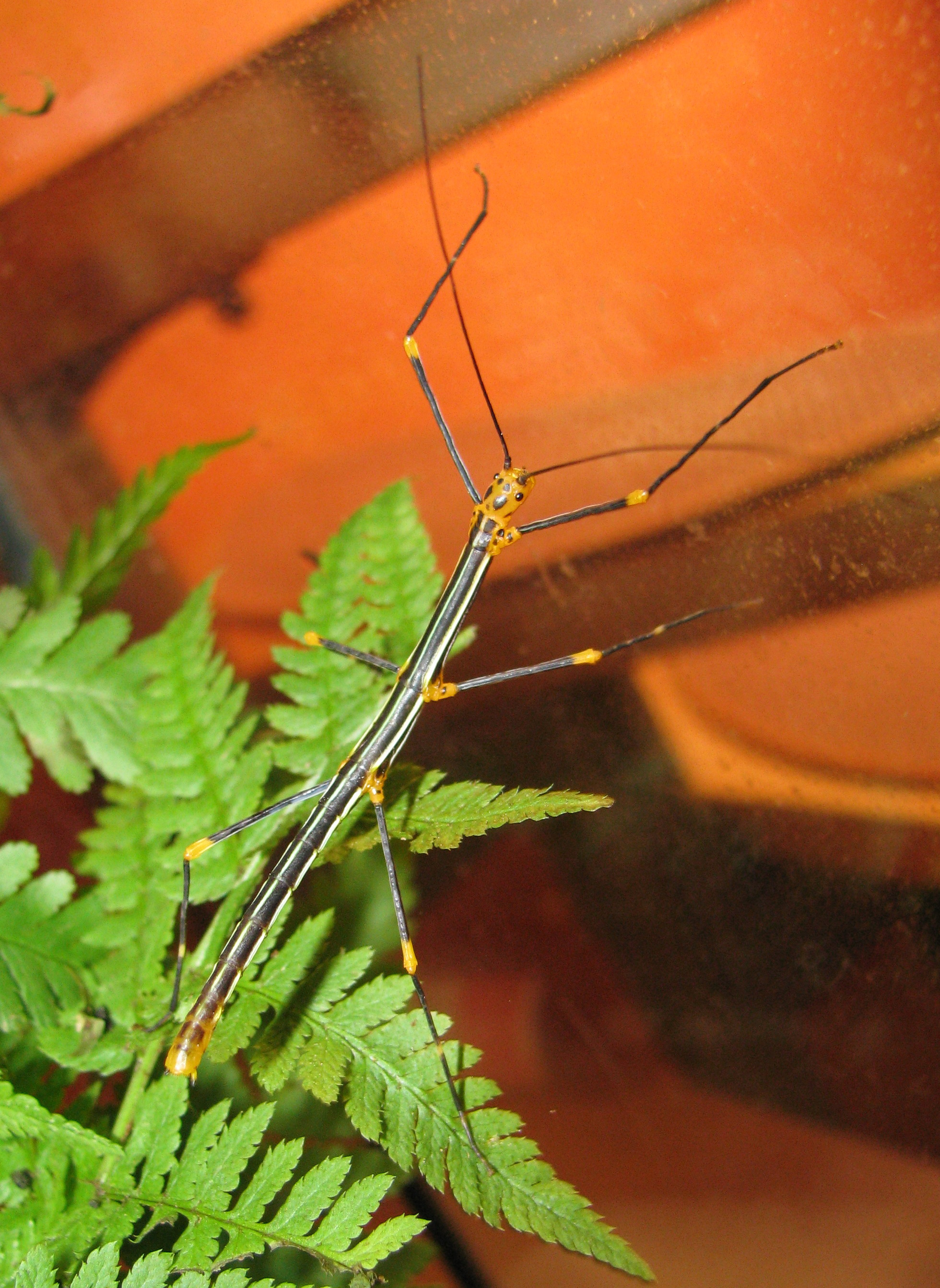
Nimf
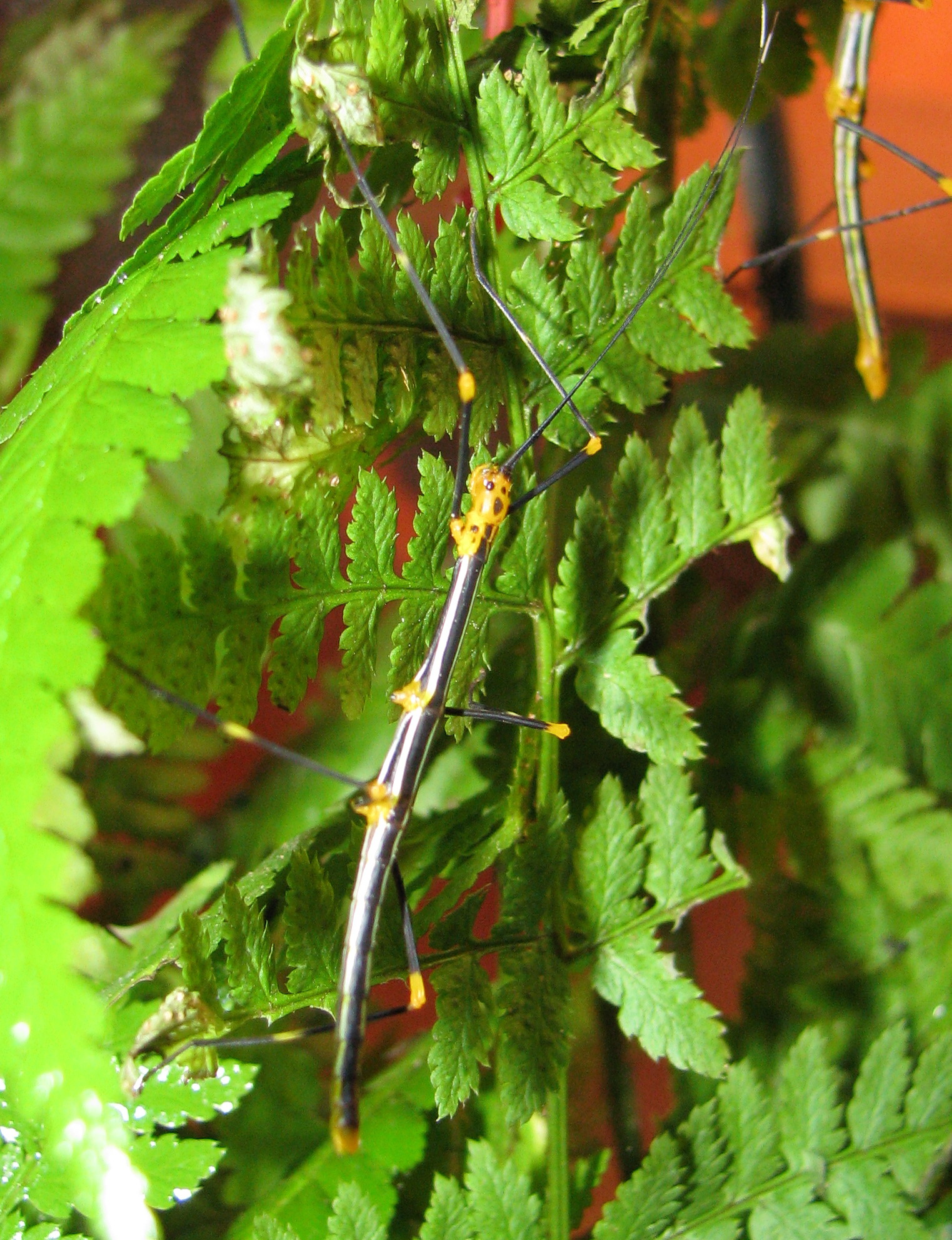
Nimf
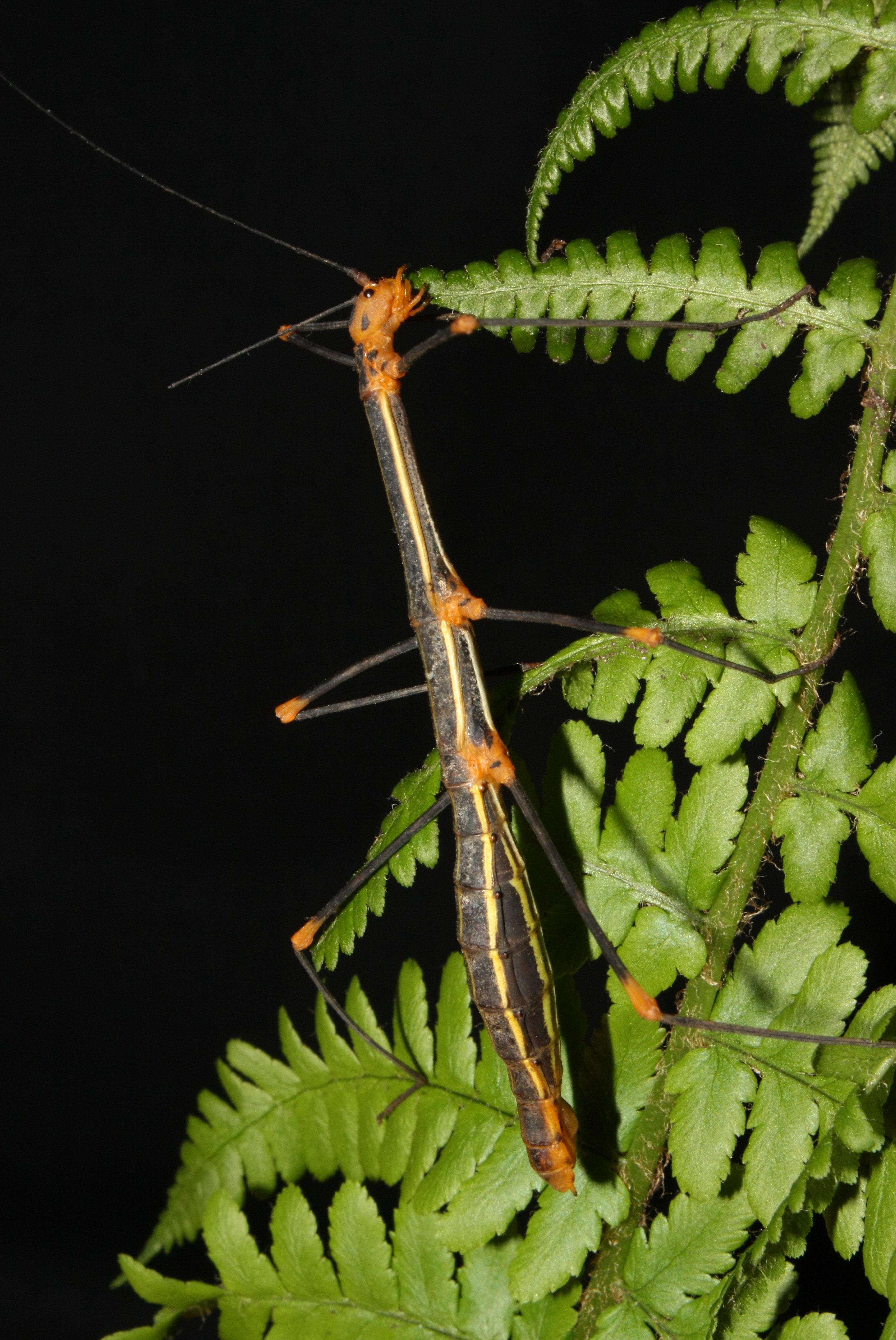
Vrouwtje
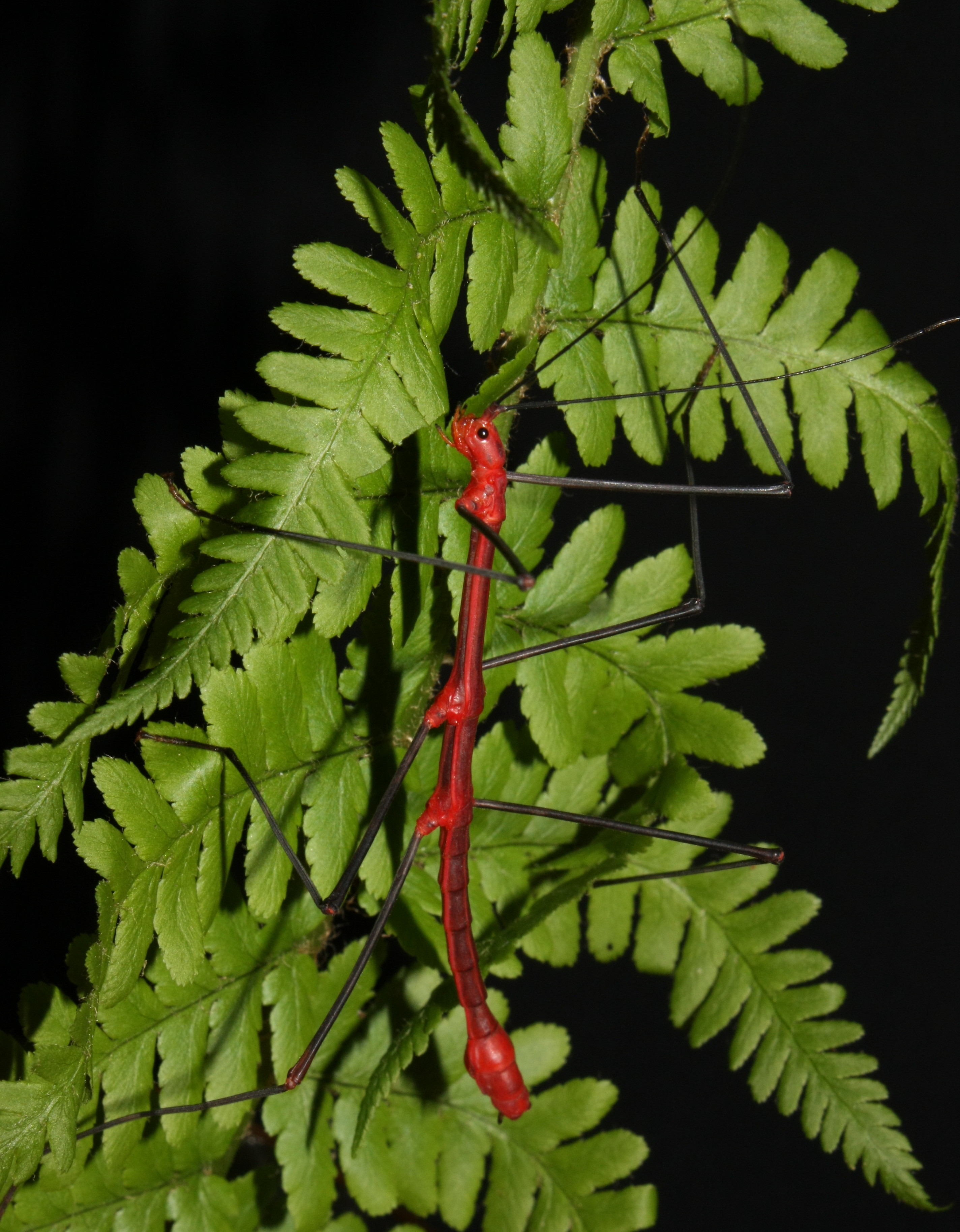
Mannetje
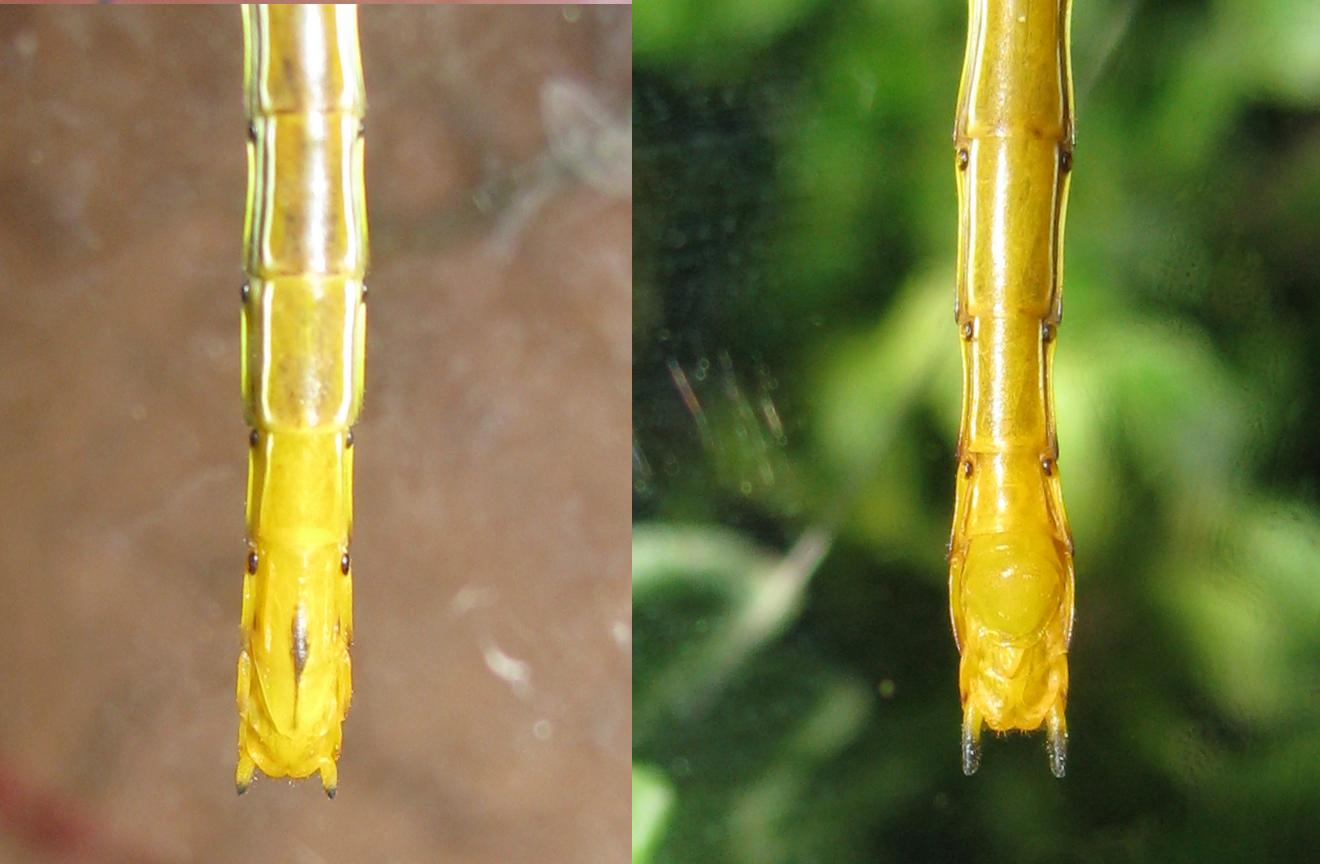
Geslachtsonderscheid: vrouwtje (links) en mannetje (rechts)